# 이우제 (1994년)
이우제(본명 : 이창식, 1994년 10월 8일 ~ )는 대한민국의 배우이다.

## 출연작

### 영화
- 《새콤달콤》 (2021년) - 이장혁 역
- 《내안의 그놈》 (2019년) - 뚱뚱남 역
- 《염력》 (2018년) - 담배용역 2 역

### 드라마
- 《마녀》 (채널A, 2025년) - 현규 역
- 《백설공주에게 죽음을-Black Out》 (MBC, 2024년) - 신민수 역
- 《선재 업고 튀어》 (tvN, 2024년) - 김초롱 역
- 《밤에 피는 꽃》 (MBC, 2024년) - 활유 역
- 《소방서 옆 경찰서》 (SBS, 2022년) - 하동우 역
- 《멀리서 보면 푸른 봄》 (KBS2, 2021년) - 한정호 역
- 《여신강림》 (tvN, 2020년) - 김초롱 역
- 《어쩌다 발견한 하루》 (MBC, 2019년) - 박양이 역
- 《마음의 소리: 얼간이들》 (웹드라마, 2018년) - 일진 역
- 《고백부부》 (KBS2, 2017년) - 윤보름 막내오빠 역
- 《수상한 파트너》 (SBS, 2017년) - 양아치 역
- 《퀸카메이커》 (웹드라마, 2017년) - 일진 역
- 《썰스데이 2》 (웹드라마, 2017년) - 창식 역
- 《뱀파이어 탐정》 (OCN, 2016년) - 김성규의 아들 김욱 역
- 《가화만사성》 (MBC, 2016년) - 어린 이강민 역